# Espargos
Espargos er hovedbyen på øen Sal i Kap Verde.
Amílcar Cabral International Airport er beliggende få kilometer vest for byen.